# Korg (Marvel)
Korg is een personage uit de comics van Marvel Comics, bedacht door schrijver Greg Pak en tekenaar Carlo Pagulayan. Korg verscheen voor het eerst in The Incredible Hulk #93 in mei 2006. Marvel besloot later echter dat hij eerder al een van de naamloze stenen wezens was waar Thor tegen vocht in Journey into Mystery #83 in augustus 1962 en paste zijn geschiedenis daar op aan.
Korg is een kronan, een groot humanoïde wezen gemaakt van een enorm sterke steensoort. Hierdoor is hij extreem goed bestaand tegen fysiek geweld. Hij is daarnaast bovenmenselijk sterk en in het bezit van een verlengde levensduur.

## Biografie
Korg is een van de kronans die in Journey into Mystery #83 de aarde komen verkennen voor een mogelijke invasie. Ze worden daarin gedwarsboomd door Donald Blake, nadat die voor het eerst in Thor verandert. Korg wordt daarna een slaaf van de Red King op de planeet Sakaar. In die hoedanigheid moet hij deelnemen aan gladiatorengevechten. Nadat ook de Hulk hier terechtkomt, worden ze bondgenoten. Samen ontkomen ze aan het regime van de Red King, verlaten ze Sakaar en reizen ze naar de aarde.

## In andere media

### Marvel Cinematic Universe
Korg verschijnt sinds 2017 in het Marvel Cinematic Universe. Hierin wordt het personage gespeeld door Taika Waititi. Korg was voor het eerst te zien in Thor: Ragnarok. Hij verscheen twee jaar later ook in Avengers: Endgame en in 2022 in Thor: Love and Thunder. Korg verschijnt onder andere in de volgende films en serie:
- Thor: Ragnarok (2017)
- Avengers: Endgame (2019)
- What If...? (2021-2024) (stem) (Disney+)
- Thor: Love and Thunder (2022)

### Animatiefilms
Er verschijnt een geanimeerde versie van het personage in de animatiefilm Planet Hulk, in aflevering 19 van het tweede seizoen van The Super Hero Squad Show (2021) en in aflevering 25 van het eerste seizoen van Hulk and the Agents of S.M.A.S.H..

### Videospellen
Korg is een personage in de computerspellen Marvel Puzzle Quest, Marvel Contest of Champions (speelbaar) en Marvel Snap.